# 新国立劇場
座標: 北緯35度40分55.82秒 東経139度41分9.06秒 / 北緯35.6821722度 東経139.6858500度
新国立劇場（しんこくりつげきじょう、英語：New National Theatre, Tokyo）は、東京都渋谷区本町一丁目にあるオペラ、バレエ、現代舞踊、演劇の劇場。日本芸術文化振興会が設置し、公益財団法人新国立劇場運営財団が委託を受けて運営をしている。
オペラ、バレエ、現代舞踊、演劇の主催公演の実施及びこれらの公演のための施設の貸付を行っている。付属のオペラ学校、演劇学校、バレエ学校である研修所を有する。

## 歴史
1950年代半ばに伝統芸能のための国立劇場設置案が公表され、それに伴って世間の関心が強まり、現代的芸能のための劇場も建設してほしいとの要望が出されるようになった。現代的芸能のための国立の劇場は、伝統芸能のための国立劇場と同時に建設が要望され、具体的な建設構想もあったが、敷地の関係でなかなか実現しなった。
1971年（昭和46年）に第二国立劇場（仮称）の調査費が計上され、1972年（昭和47年）には第二国立劇場設立準備協議会が設置された。コンペティションでは柳澤孝彦ら竹中工務店設計部の案が採用された。
1975年（昭和50年）に第二国立劇場設立準備費が計上され、1976年（昭和51年）には基本構想案が第二国立劇場設立準備協議会で承認された。
1989年（昭和64年／平成元年）、国立劇場法の一部改正が行われた。文部省（文化庁）所管の国立劇場（現：日本芸術文化振興会）に現代舞台芸術に関する業務が追加され、第二国立劇場（仮称）の設置者に決定する。また、衆議院文教委員会は本案審査の為、新劇界から千田是也を参考人として招致した。

### 構想
開館に至るまでには紆余曲折があった。「二国問題」と言われ、昭和59年作曲家など著名人4人により改善要望書が提出されてから、バレエ、演劇、オペラそれぞれの部門において論争の的となり約１年工期が遅れた。その論点は敷地の場所問題と、さらに大きなものは、オペラ劇場の客席数であり、当初案は1600席だったが2000席以上への増席を要請した。
- 場所問題は駅からの通路設置などが検討されたが、民間事業者も含めて周囲が文化的な環境の特定街区とし東京オペラシティとして開発され[7]、京王新線初台駅の出口の増設もされたので、解消した[6]。
- 国内のオペラ関係者は、客席数を1600席のままにして、どの席からも見やすく音響的にも優れたものにすることを主張した。
- それに対して、海外の有名歌劇場を招聘している日本舞台芸術振興会（NBS）の佐々木忠次は、座席数を2000席に増やすように主張した。理由として、海外の歌劇場を招聘して日本で公演させるのには莫大な費用がかかることから、その費用を回収するために座席数をできるだけ多くしたかったのである。
- 結果として、折衷案で200席増の1800席になった[6]。
- しかし、2011年現在、日本で最もオペラ公演に適しているのにもかかわらず、前述のNBSは新国立劇場を使用していない。

### 開館
1997年10月10日 - オペラ「建・TAKERU」（團伊玖磨作曲、星出豊指揮）で明仁天皇・皇后美智子、内閣総理大臣橋本龍太郎（いずれも当時）臨席の元、こけら落しが行われた。

## 施設
東京オペラシティが隣接しており、新国立劇場西側の道路は「オペラ通り」と名付けられている。
- 所在地：東京都渋谷区本町1-1-1[1]
- 鉄骨鉄筋コンクリート造 地上5階・地下4階
- 建物延べ面積：70,081m2[1]
- 設計：柳澤孝彦＋TAK建築研究所

### オペラ劇場 (OPERA PALACE Tokyo)
- 座席数：1,814席
- 1〜4階の4階層に客席を配置。
- 主としてオペラ、バレエ等の公演に利用。コンサートが開催されたことは、過去に数回しかない。
- 最大120人（4管編成）の奏者が入るオーケストラピットは常設であり、公演内容に応じて深さの調整が可能である。
- 4面舞台をもつプロセニアム形式。上下奥舞台の機構を使用し、度々入れ替え公演が行われている。
- オペラの字幕装置は舞台左右に設置され、縦書きで表示される。
- 劇場が愛称を公募し、2007年3月29日にオペラパレス(OPERA PALACE Tokyo) と決められた[8]。

### 中劇場 (Playhouse)
- プロセニアム形式：1,038席、オープン形式：1,010席
- 1〜2階の2階層に客席を配置。
- 主として演劇、現代舞踊等の公演に利用。オペラ、バレエ公演も可能。
- 4面舞台、仮設オーケストラピットもある。

### 小劇場 (The Pit)
- 座席数：340 - 468席
- B1Fにある。
- 可動式の舞台と座席を持つ。
- オープンステージによる上演形式を持つ現代舞台公演の公演に利用される。

### その他の施設
情報センター (5F)、リハーサル室 (B2F)、研修室、屋上庭園 (5F) など。

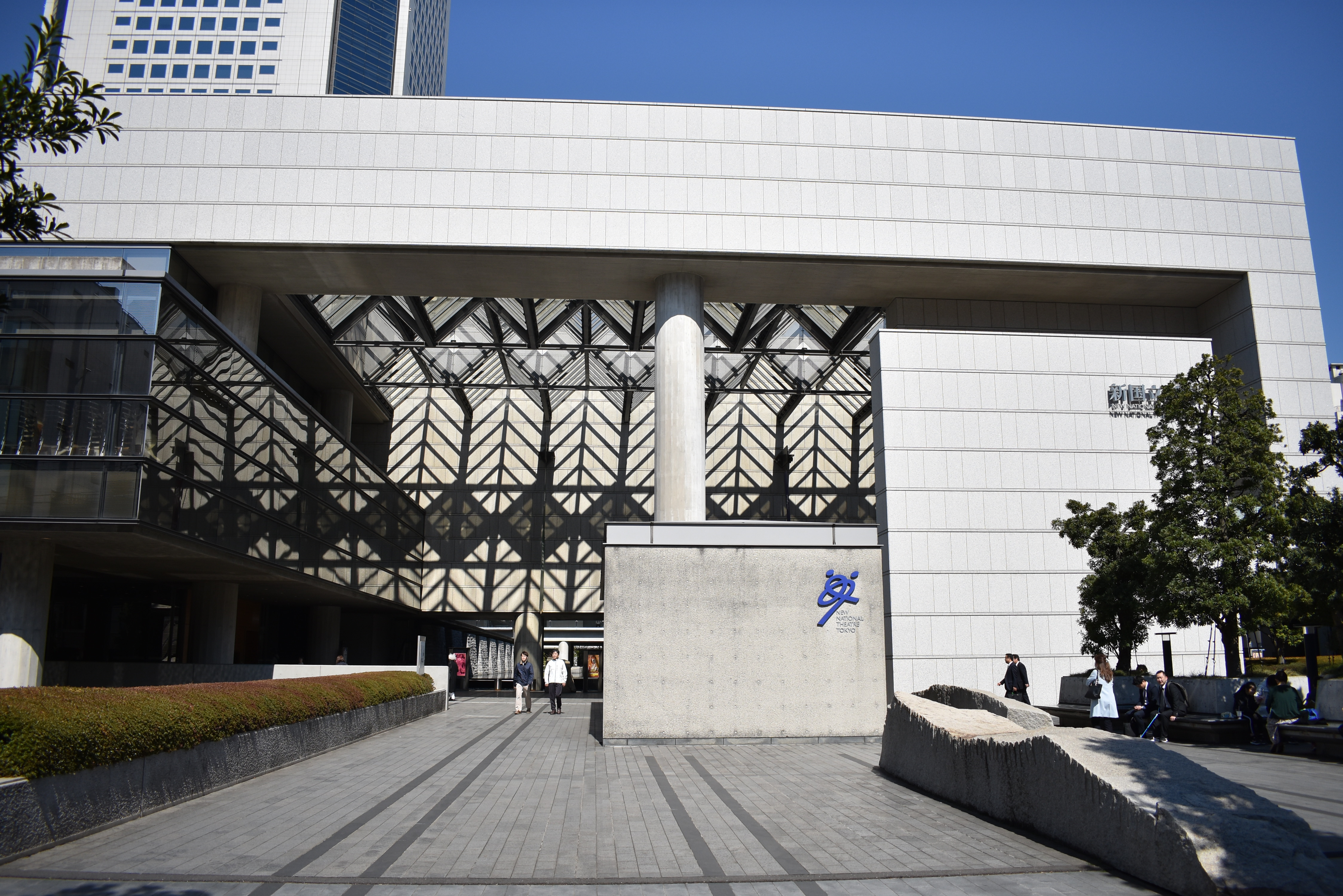
アプローチ（2019年4月4日撮影）
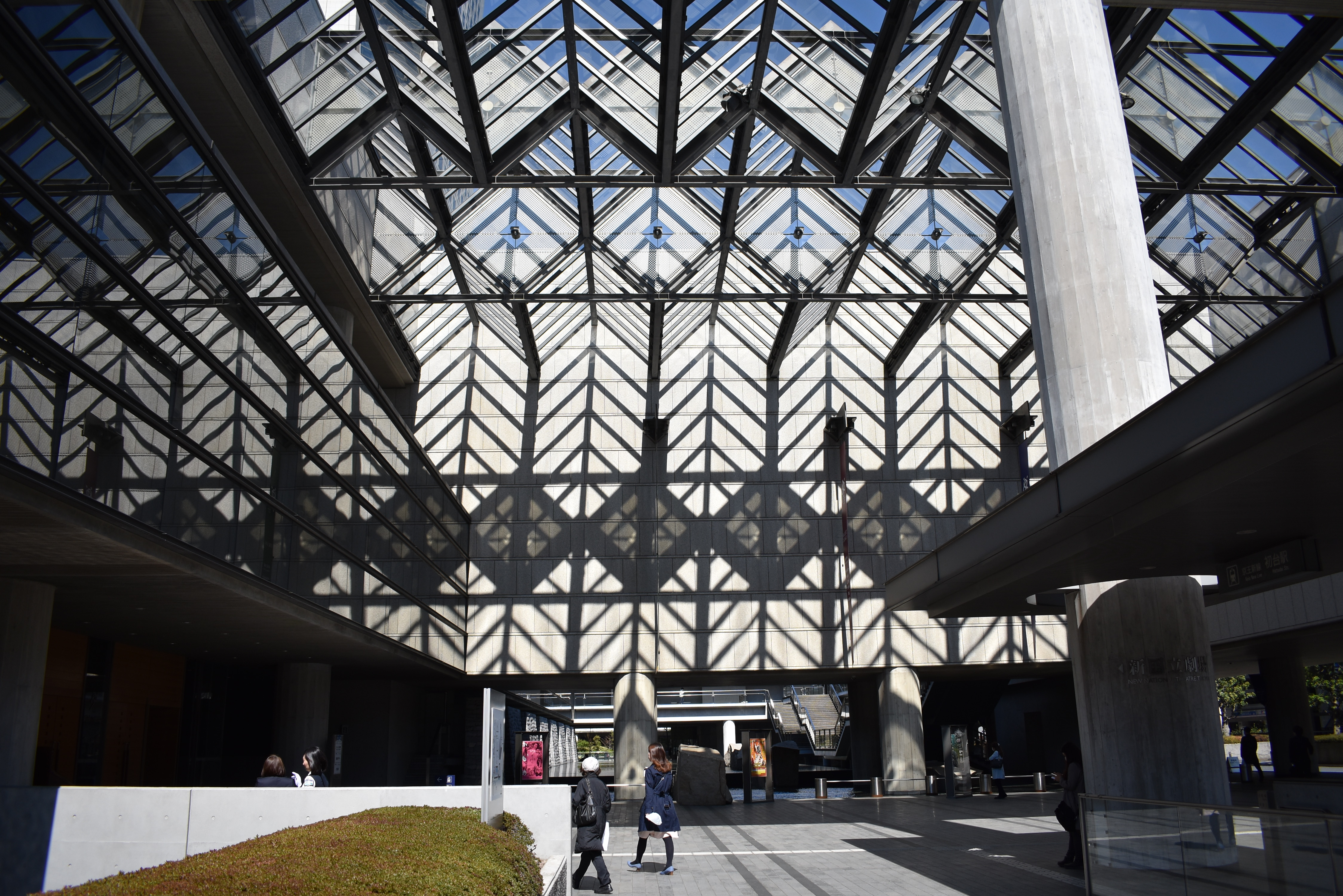
プロムナード（2019年4月4日撮影）
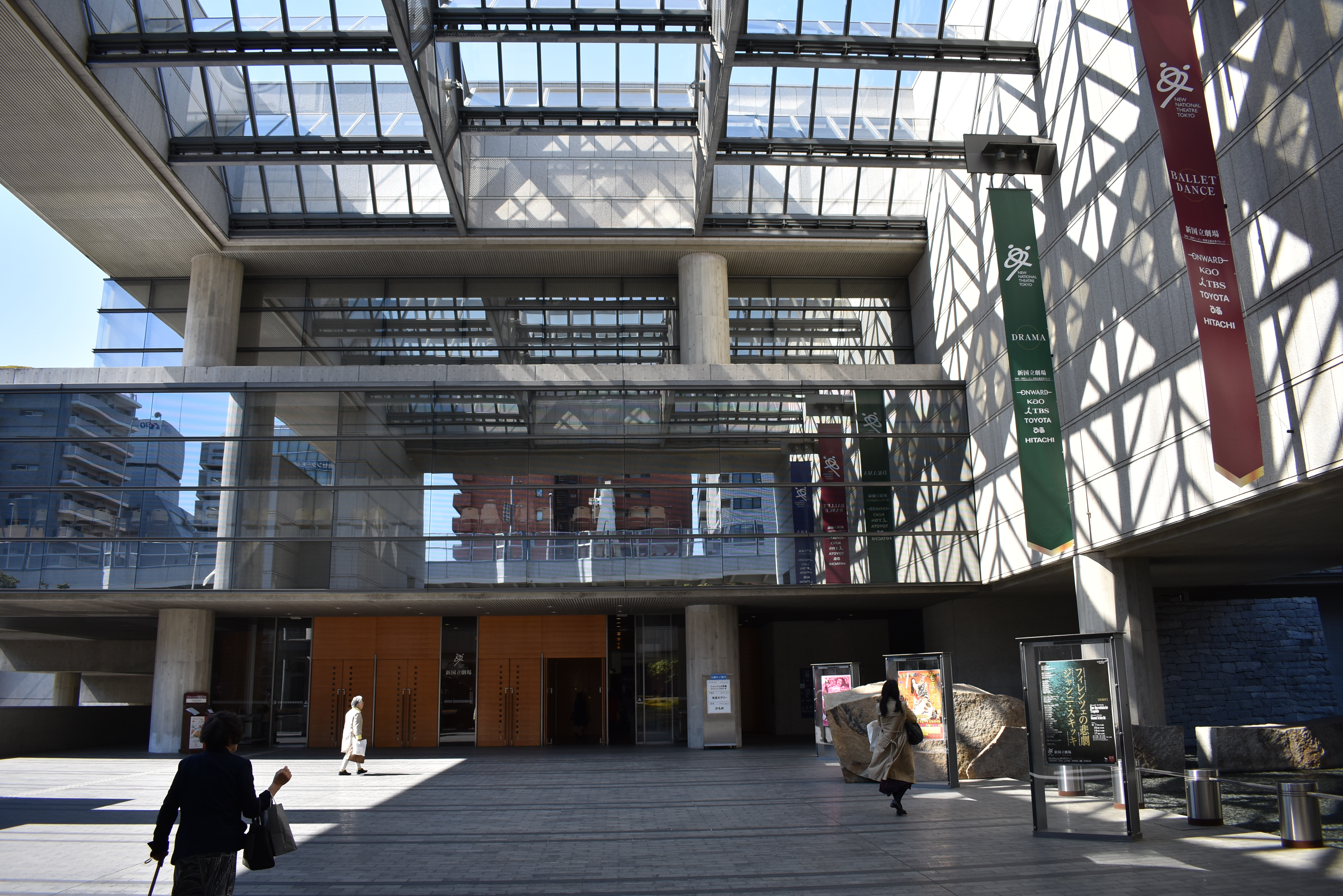
プロムナード（2019年4月4日撮影）
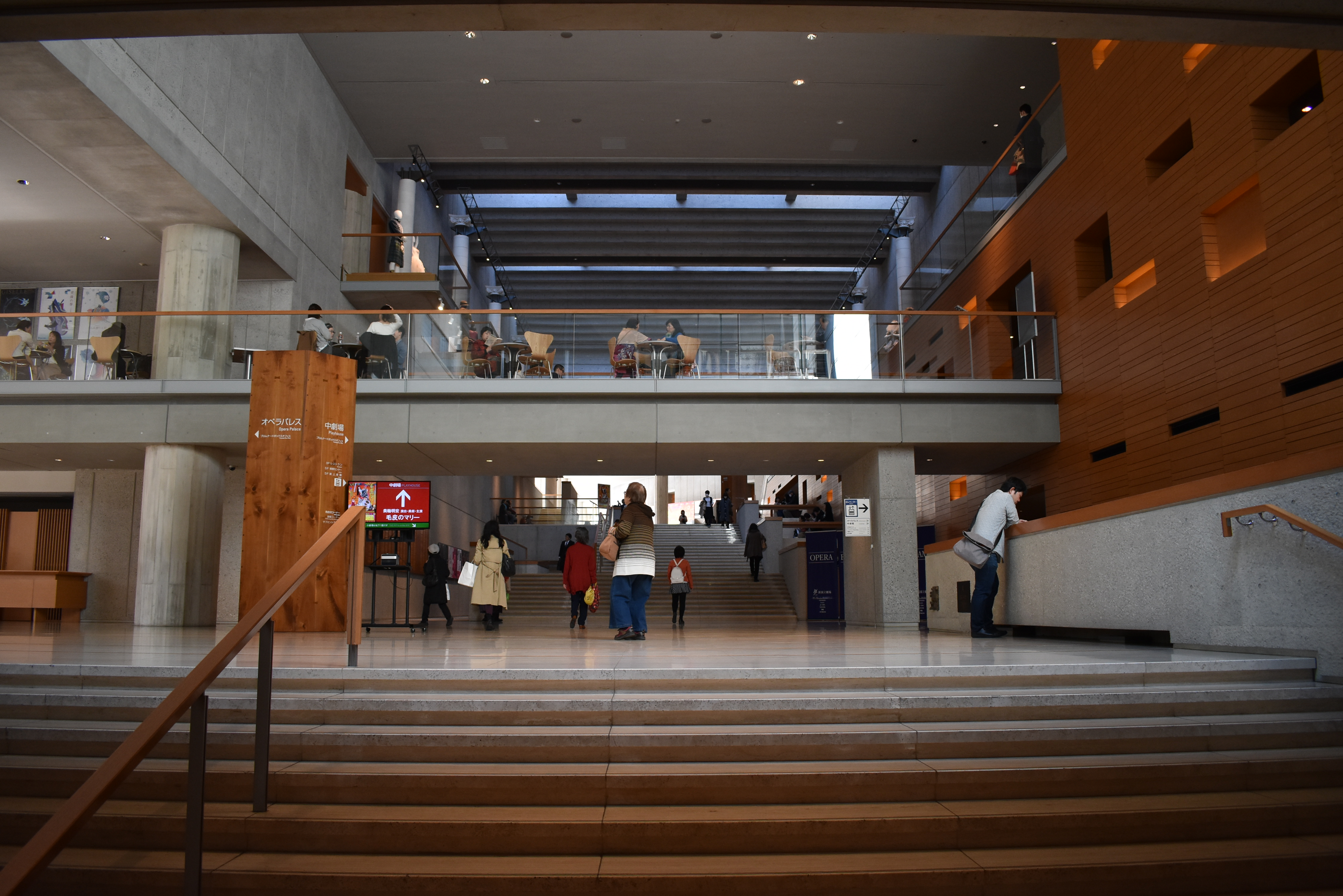
メインエントランス（2019年4月4日撮影）
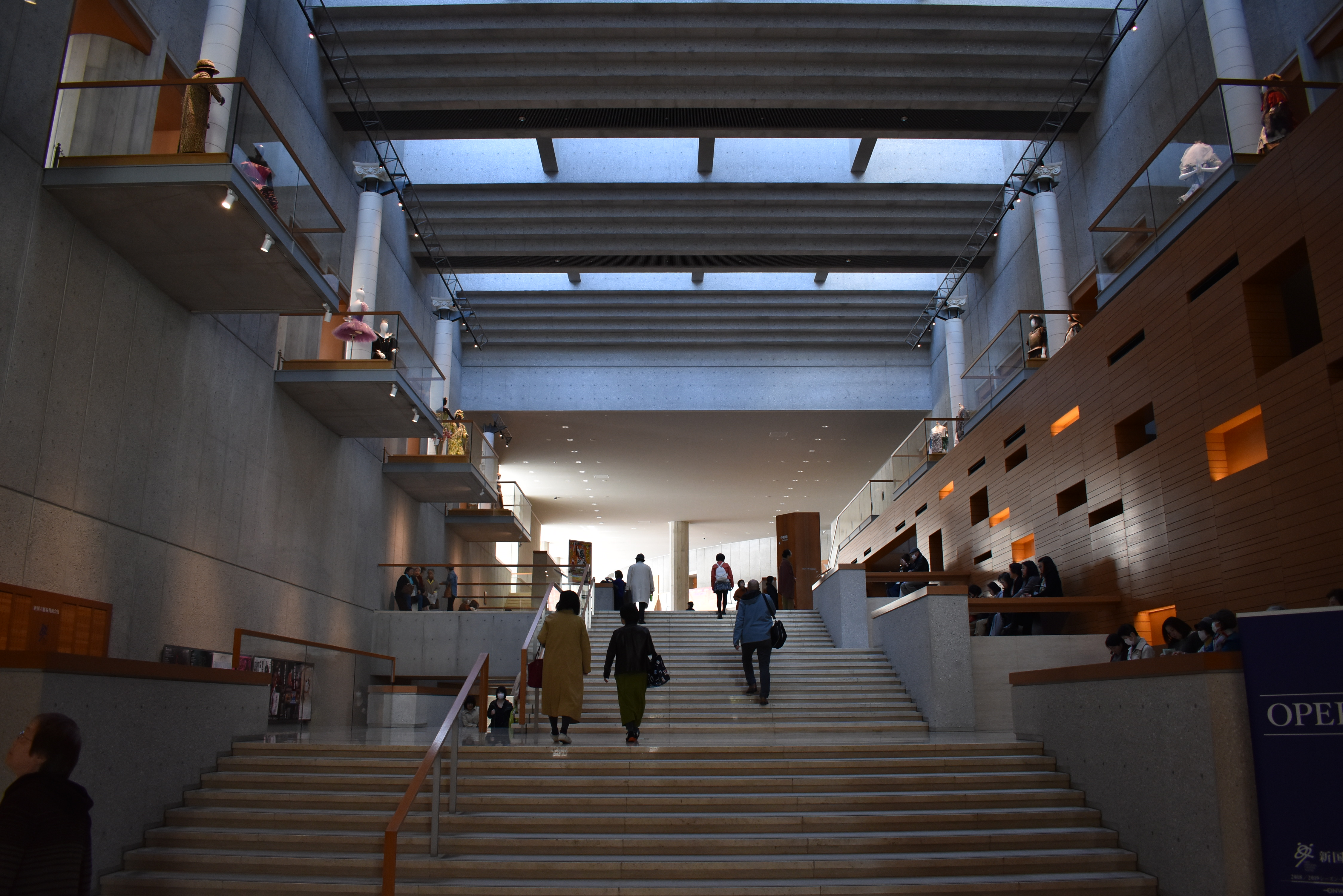
ホワイエ（2019年4月4日撮影）
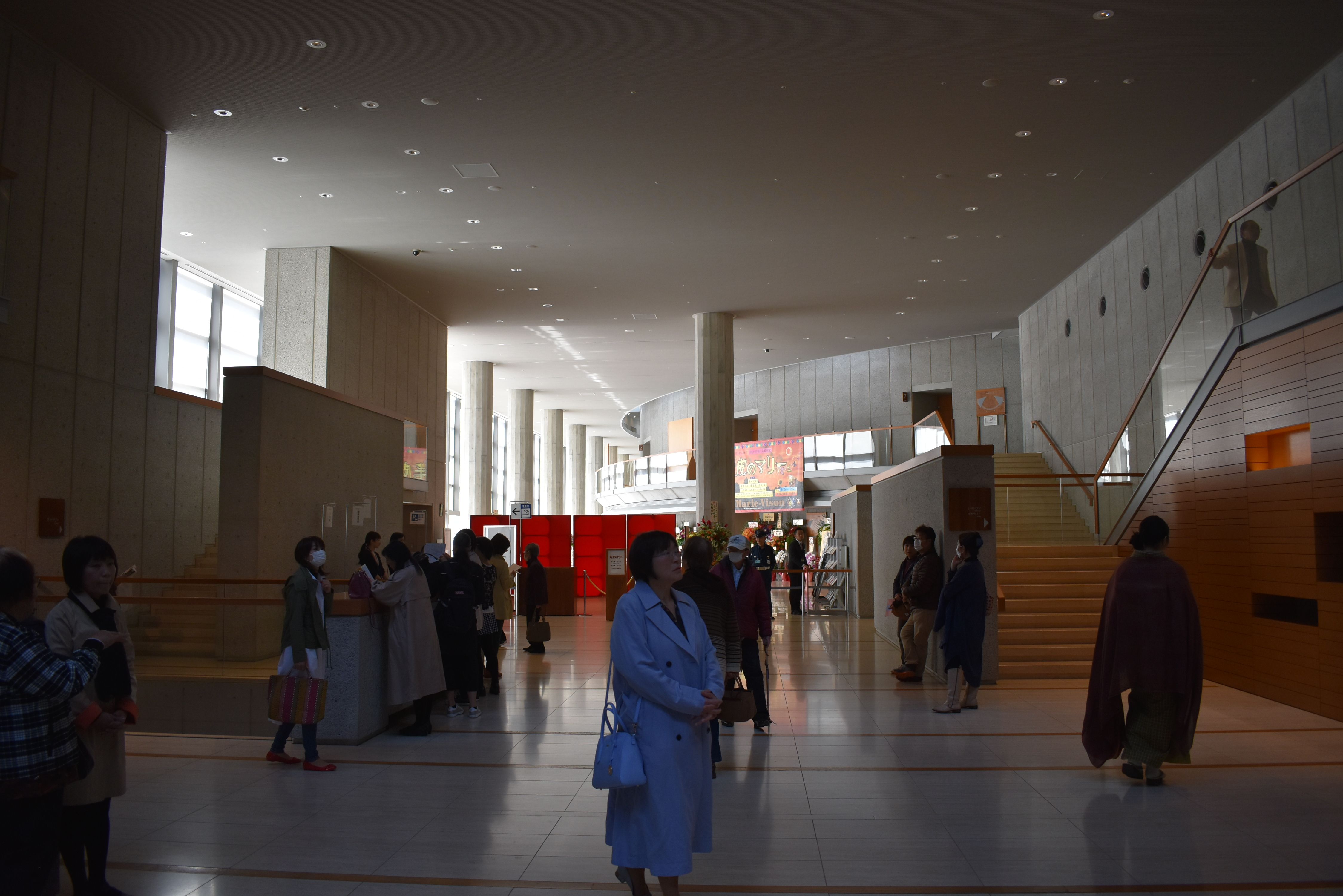
中劇場ホワイエ（2019年4月4日撮影）

### 交通アクセス
詳しくは「新国立劇場 アクセス」を参照。
- 京王電鉄京王新線　初台駅中央口直結（徒歩1分）
- 路線バス「新国立劇場前」下車
  - 渋谷駅より京王バス　渋61・渋63系統
  - 渋谷駅より京王バス・都営バス　渋66系統
  - ハチ公バス 春の小川ルート
- 首都高速4号新宿線 新宿出口すぐ
- 地下有料駐車場 （観劇割引あり）
- 初台駅北口自転車有料駐輪場

## 公演

### オペラ
- 新国立劇場合唱団が専属団体であるが、出演料都度払い制であり、ドイツの歌劇場合唱団のようなレジデントではない。
- 専属オーケストラの他、音楽監督がおらず、演奏は東フィル、東響が交代で担当。但し、過去には新星日本交響楽団、都響、N響、新日本フィルが演奏したこともある。
- 若い演出家を育てる目的で「小劇場オペラシリーズ」が開催されていた。
- 芸術監督の企画により、中劇場における演奏会形式上演、カヴァー歌手による演奏会形式上演が実施されている。
- 1999年から、毎年7月に「高校生のためのオペラ鑑賞教室」を実施し、2004年からは「子どものためのオペラ」の上演も行い、次代の聴衆拡大への取り組みも行っている。
- 開場記念公演の團伊玖磨のオペラ「建・TAKERU」は、出版譜が存在しない状態での世界初演ということもあり、演奏、演出上作曲者の意図しないカットがあるなどの問題から数多くの意見や批判を浴びた[9]。
- 開場記念として上演されたヴェルディ「アイーダ」（ゼッフィレッリ演出）は豪華絢爛な舞台演出であり再演が望まれていた。2003年9月、五十嵐喜芳芸術監督の退任時に再演され、2008年3月には10周年記念として公演されて記録的な成功を収めた。
- 2000年に、中劇場でオペラが1演目だけ上演された（バルトーク「青ひげ公の城」）。2008年度より、日本人作曲のオペラは中劇場で上演されることとなった。
- 2001年から2004年にかけて上演されたワーグナー「ニーベルングの指環」（キース・ウォーナー演出、準・メルクル指揮、東フィル、N響）は、「トーキョー・リング」として歴史的に残る舞台となった。2009年、2010年に再演された（ダン・エッティンガー指揮、東京フィル）。
- 2003年9月までは、日本人と外国人によるダブルキャストによる上演であったが、2003年10月以降、原則的に外国人が主役を歌うシングルキャストとなった。
- 2011年3月に新演出の「マノン・レスコー」が上演される予定であったが、東日本大震災の影響を受けて中止した。その後も、日程変更、キャスト変更などが相次いだ。

#### 芸術監督
- 畑中良輔（ - 1999年8月）
- 五十嵐喜芳（1999年9月 - 2003年9月）
- トーマス・ノヴォラツスキー（Thomas Novohradsky）（2003年10月 - 2007年8月）
  - 若杉弘（芸術参与／2005年9月 - 2007年8月）
- 若杉弘（2007年9月 - 2009年7月）
- 尾高忠明（2010年9月 - 2014年8月）
- 飯守泰次郎（2014年9月 - 2018年8月）
- 大野和士（2018年9月 - 現在[10]。2026年8月まで続投予定[11]）

#### 上演作品
プレミエ（新演出）の上演のみ掲載
| シーズン  | 作曲               | 作品                               | 演出                                           | 備考                                                                            |
| --------- | ------------------ | ---------------------------------- | ---------------------------------------------- | ------------------------------------------------------------------------------- |
| 開場記念  | 團伊玖磨           | 建・TAKERU                         | 西澤敬一                                       | 世界初演                                                                        |
| 開場記念  | ワーグナー         | ローエングリン                     | ヴォルフガング・ワーグナー                     |                                                                                 |
| 開場記念  | ヴェルディ         | アイーダ                           | フランコ・ゼッフィレッリ                       |                                                                                 |
| 1998/1999 | プッチーニ         | 蝶々夫人                           | 栗山昌良                                       |                                                                                 |
| 1998/1999 | モーツァルト       | 魔笛                               | ミヒャエル・ハンペ                             |                                                                                 |
| 1998/1999 | ヴェルディ         | ナブッコ                           | アントネッロ・マダウ＝ディアツ                 |                                                                                 |
| 1998/1999 | R.シュトラウス     | アラベッラ                         | 鈴木敬介                                       |                                                                                 |
| 1998/1999 | ロッシーニ         | セビリアの理髪師                   | ピエールフランチェスコ・マエストリーニ         |                                                                                 |
| 1998/1999 | フンパーディンク   | ヘンゼルとグレーテル               | 西澤敬一                                       |                                                                                 |
| 1998/1999 | ビゼー             | カルメン                           | グスタフ・クーン                               |                                                                                 |
| 1998/1999 | 水野修孝           | 天守物語                           | 栗山昌良                                       |                                                                                 |
| 1998/1999 | J.シュトラウス     | こうもり                           | 寺崎裕則                                       |                                                                                 |
| 1998/1999 | 原嘉壽子           | 罪と罰                             | 加藤直                                         | 世界初演                                                                        |
| 1999/2000 | ヴェルディ         | 仮面舞踏会                         | アルベルト・ファッシーニ                       |                                                                                 |
| 1999/2000 | プッチーニ         | マノン・レスコー                   | ピエールフランチェスコ・マエストリーニ         |                                                                                 |
| 1999/2000 | モーツァルト       | ドン・ジョヴァンニ                 | ロベルト・デ・シモーネ                         |                                                                                 |
| 1999/2000 | 松村禎三           | 沈黙                               | 中村敬一                                       |                                                                                 |
| 1999/2000 | R.シュトラウス     | サロメ                             | アウグスト・エヴァーディング                   |                                                                                 |
| 1999/2000 | マスネ             | ドン・キショット                   | ピエロ・ファッジョーニ                         |                                                                                 |
| 1999/2000 | ヴェルディ         | リゴレット                         | アルベルト・ファッシーニ                       |                                                                                 |
| 2000/2001 | プッチーニ         | トスカ                             | アントネッロ・マダウ＝ディアツ                 |                                                                                 |
| 2000/2001 | チャイコフスキー   | エウゲニ・オネーギン               | ボリス・ポクロフスキー ヴェラ・カルパチョワ    |                                                                                 |
| 2000/2001 | バルトーク         | 青ひげ公の城                       | ゲッツ・フリードリヒ                           |                                                                                 |
| 2000/2001 | 團伊玖磨           | 夕鶴                               | 栗山民也                                       |                                                                                 |
| 2000/2001 | ヴェルディ         | イル・トロヴァトーレ               | アルベルト・ファッシーニ                       |                                                                                 |
| 2000/2001 | ワーグナー         | ラインの黄金                       | キース・ウォーナー                             | トーキョー・リング                                                              |
| 2000/2001 | マスネ             | マノン                             | ジャン＝ピエール・ポネル                       |                                                                                 |
| 2001/2002 | プッチーニ         | トゥーランドット                   | ウーゴ・デ・アナ                               |                                                                                 |
| 2001/2002 | ヴェルディ         | ドン・カルロ                       | アルベルト・ファッシーニ                       |                                                                                 |
| 2001/2002 | 三枝成彰           | 忠臣蔵                             | 平尾力哉                                       |                                                                                 |
| 2001/2002 | マスネ             | ウェルテル                         | アルベルト・ファッシーニ                       |                                                                                 |
| 2001/2002 | ワーグナー         | ワルキューレ                       | キース・ウォーナー                             | トーキョー・リング                                                              |
| 2001/2002 | ビゼー             | カルメン                           | マウリツィオ・ディ・マッティーア               |                                                                                 |
| 2002/2003 | ヴェルディ         | 椿姫                               | ルーカ・ロンコーニ                             |                                                                                 |
| 2002/2003 | ドニゼッティ       | ルチア                             | ヴィンチェンツォ・グリゾストミ・トラヴァリーニ |                                                                                 |
| 2002/2003 | R.シュトラウス     | ナクソス島のアリアドネ             | ハンス＝ペーター・レーマン                     |                                                                                 |
| 2002/2003 | 一柳慧             | 光                                 | 松本重孝                                       | 世界初演                                                                        |
| 2002/2003 | ワーグナー         | ジークフリート                     | キース・ウォーナー                             | トーキョー・リング                                                              |
| 2002/2003 | ヴェルディ         | オテロ                             | エライジャ・モシンスキー                       |                                                                                 |
| 2003/2004 | モーツァルト       | フィガロの結婚                     | アンドレアス・ホモキ                           |                                                                                 |
| 2003/2004 | オッフェンバック   | ホフマン物語                       | フィリップ・アルロー                           |                                                                                 |
| 2003/2004 | 間宮芳生           | 鳴神                               | 市川團十郎                                     |                                                                                 |
| 2003/2004 | 清水脩             | 俊寛                               | 市川團十郎                                     |                                                                                 |
| 2003/2004 | ラヴェル           | スペインの時                       | ニコラ・ムシン                                 |                                                                                 |
| 2003/2004 | ワーグナー         | 神々の黄昏                         | キース・ウォーナー                             | トーキョー・リング                                                              |
| 2003/2004 | ヴェルディ         | マクベス                           | 野田秀樹                                       |                                                                                 |
| 2003/2004 | ヴェルディ         | ファルスタッフ                     | ジョナサン・ミラー                             |                                                                                 |
| 2004/2005 | マスカーニ         | カヴァレリア・ルスティカーナ       | グリシャ・アサガロフ                           |                                                                                 |
| 2004/2005 | レオンカヴァッロ   | 道化師                             | グリシャ・アサガロフ                           |                                                                                 |
| 2004/2005 | R.シュトラウス     | エレクトラ                         | ハンス＝ペーター・レーマン                     |                                                                                 |
| 2004/2005 | ベルク             | ルル                               | デヴィッド・パウントニー                       |                                                                                 |
| 2004/2005 | 久保摩耶子         | おさん                             | 粟國淳                                         | 世界初演                                                                        |
| 2004/2005 | モーツァルト       | コジ・ファン・トゥッテ             | コルネリア・レプシュレーガー                   |                                                                                 |
| 2004/2005 | ベートーヴェン     | フィデリオ                         | マルコ・アルトゥーロ・マレッリ                 |                                                                                 |
| 2004/2005 | プッチーニ         | 蝶々夫人                           | 栗山民也                                       |                                                                                 |
| 2005/2006 | ワーグナー         | ニュルンベルクのマイスタージンガー | ベルント・ヴァイクル                           |                                                                                 |
| 2005/2006 | ロッシーニ         | セビリアの理髪師                   | ヨーゼフ・E.ケップリンガー                     |                                                                                 |
| 2005/2006 | ジョルダーノ       | アンドレア・シェニエ               | フィリップ・アルロー                           |                                                                                 |
| 2005/2006 | 三木稔             | 愛怨                               | 恵川智美                                       | 世界初演                                                                        |
| 2005/2006 | ヴェルディ         | 運命の力                           | エミリオ・サージ                               |                                                                                 |
| 2005/2006 | J.シュトラウス     | こうもり                           | ハインツ・ツェドニク                           |                                                                                 |
| 2006/2007 | ヴェルディ         | ドン・カルロ                       | マルコ・アルトゥーロ・マレッリ                 |                                                                                 |
| 2006/2007 | モーツァルト       | イドメネオ                         | グリシャ・アサガロフ                           |                                                                                 |
| 2006/2007 | ワーグナー         | さまよえるオランダ人               | マティアス・フォン・シュテークマン             |                                                                                 |
| 2006/2007 | プッチーニ         | 西部の娘                           | アンドレアス・ホモキ                           |                                                                                 |
| 2006/2007 | R.シュトラウス     | ばらの騎士                         | ジョナサン・ミラー                             |                                                                                 |
| 2007/2008 | ワーグナー         | タンホイザー                       | ハンス＝ペーター・レーマン                     |                                                                                 |
| 2007/2008 | ビゼー             | カルメン                           | 鵜山仁                                         |                                                                                 |
| 2007/2008 | 山田耕筰           | 黒船－夜明け                       | 栗山昌良                                       |                                                                                 |
| 2007/2008 | ウェーバー         | 魔弾の射手                         | マティアス・フォン・シュテークマン             |                                                                                 |
| 2007/2008 | ツィンマーマン     | 軍人たち                           | ヴィリー・デッカー                             |                                                                                 |
| 2008/2009 | プッチーニ         | トゥーランドット                   | ヘニング・ブロックハウス                       |                                                                                 |
| 2008/2009 | モーツァルト       | ドン・ジョヴァンニ                 | グリシャ・アサガロフ                           |                                                                                 |
| 2008/2009 | ショスタコーヴィチ | ムツェンスク郡のマクベス夫人       | リチャード・ジョーンズ                         |                                                                                 |
| 2008/2009 | ロッシーニ         | チェネレントラ                     | ジャン＝ピエール・ポネル                       |                                                                                 |
| 2008/2009 | 清水脩             | 修善寺物語                         | 坂田藤十郎                                     |                                                                                 |
| 2009/2010 | ヴェルディ         | オテロ                             | マリオ・マルトーネ                             |                                                                                 |
| 2009/2010 | ベルク             | ヴォツェック                       | アンドレアス・クリーゲンブルク                 |                                                                                 |
| 2009/2010 | ドニゼッティ       | 愛の妙薬                           | チェーザレ・リエヴィ                           |                                                                                 |
| 2009/2010 | R.シュトラウス     | 影のない女                         | ドニ・クリエフ                                 |                                                                                 |
| 2009/2010 | 池辺晋一郎         | 鹿鳴館                             | 鵜山仁                                         | 世界初演                                                                        |
| 2010/2011 | R.シュトラウス     | アラベッラ                         | フィリップ・アルロー                           |                                                                                 |
| 2010/2011 | ワーグナー         | トリスタンとイゾルデ               | デイヴィッド・マクヴィカー                     |                                                                                 |
| 2010/2011 | プッチーニ         | マノン・レスコー                   | ジルベール・デフロ                             | 東日本大震災のため中止                                                          |
| 2010/2011 | モーツァルト       | コジ・ファン・トゥッテ             | ダミアーノ・ミキエレット                       |                                                                                 |
| 2011/2012 | ヴェルディ         | イル・トロヴァトーレ               | ウルリッヒ・ペータース                         |                                                                                 |
| 2011/2012 | ドヴォルザーク     | ルサルカ                           | ポール・カラン                                 |                                                                                 |
| 2011/2012 | 松村禎三           | 沈黙                               | 宮田慶子                                       |                                                                                 |
| 2011/2012 | ワーグナー         | ローエングリン                     | マティアス・フォン・シュテークマン             |                                                                                 |
| 2012/2013 | ブリテン           | ピーター・グライムズ               | ウィリー・デッカー                             |                                                                                 |
| 2012/2013 | ヴェルディ         | ナブッコ                           | グラハム・ヴィック                             |                                                                                 |
| 2012/2013 | 香月修             | 夜叉ヶ池                           | 岩田達宗                                       | 世界初演                                                                        |
| 2013/2014 | ヴェルディ         | リゴレット                         | アンドレアス・クリーゲンブルク                 |                                                                                 |
| 2013/2014 | コルンゴルト       | 死の都                             | カスパー・ホルテン                             |                                                                                 |
| 2013/2014 | マスカーニ         | カヴァレリア・ルスティカーナ       | ジルベール・デフロ                             |                                                                                 |
| 2013/2014 | レオンカヴァッロ   | 道化師                             | ジルベール・デフロ                             |                                                                                 |
| 2014/2015 | ワーグナー         | パルジファル                       | ハリー・クプファー                             |                                                                                 |
| 2014/2015 | プッチーニ         | マノン・レスコー                   | ジルベール・デフロ                             |                                                                                 |
| 2014/2015 | ヴェルディ         | 椿姫                               | ヴァンサン・ブサール                           |                                                                                 |
| 2015/2016 | ワーグナー         | ラインの黄金                       | ゲッツ・フリードリヒ                           |                                                                                 |
| 2015/2016 | ヤナーチェク       | イェヌーファ                       | クリストフ・ロイ                               |                                                                                 |
| 2015/2016 | マスネ             | ウェルテル                         | ニコラ・ジョエル                               |                                                                                 |
| 2016/2017 | ワーグナー         | ワルキューレ                       | ゲッツ・フリードリヒ                           |                                                                                 |
| 2016/2017 | ドニゼッティ       | ルチア                             | ジャン＝ルイ・グリンダ                         |                                                                                 |
| 2016/2017 | ワーグナー         | ジークフリート                     | ゲッツ・フリードリヒ                           |                                                                                 |
| 2017/2018 | ワーグナー         | 神々の黄昏                         | ゲッツ・フリードリヒ                           |                                                                                 |
| 2017/2018 | 細川俊夫           | 松風                               | サシャ・ヴァルツ                               | 日本初演                                                                        |
| 2017/2018 | ベートーヴェン     | フィデリオ                         | カタリーナ・ワーグナー                         |                                                                                 |
| 2018/2019 | モーツァルト       | 魔笛                               | ウィリアム・ケントリッジ                       |                                                                                 |
| 2018/2019 | 西村朗             | 紫苑物語                           | 笈田ヨシ                                       | 世界初演                                                                        |
| 2018/2019 | ツェムリンスキー   | フィレンツェの悲劇                 | 粟國淳                                         |                                                                                 |
| 2018/2019 | プッチーニ         | ジャンニ・スキッキ                 | 粟國淳                                         |                                                                                 |
| 2018/2019 | プッチーニ         | トゥーランドット                   | アレックス・オリエ                             | オペラ夏の祭典 2019-20 Japan↔Tokyo↔World                                        |
| 2019/2020 | チャイコフスキー   | エウゲニ・オネーギン               | ドミトリー・ベルトマン                         |                                                                                 |
| 2019/2020 | ドニゼッティ       | ドン・パスクワーレ                 | ステファノ・ヴィツィオーリ                     |                                                                                 |
| 2019/2020 | ヘンデル           | ジュリオ・チェーザレ               | ロラン・ペリー                                 | 新型コロナウイルス感染症のため公演中止                                          |
| 2019/2020 | ワーグナー         | ニュルンベルクのマイスタージンガー | イェンス＝ダニエル・ヘルツォーク               | オペラ夏の祭典 2019-20 Japan↔Tokyo↔World 新型コロナウイルス感染症のため公演中止 |
| 2020/2021 | ブリテン           | 夏の夜の夢                         | デイヴィッド・マクヴィカー                     |                                                                                 |
| 2020/2021 | 藤倉大             | アルマゲドンの夢                   | リディア・シュタイアー                         | 世界初演                                                                        |
| 2020/2021 | ストラヴィンスキー | 夜鳴きうぐいす                     | ヤニス・コッコス                               |                                                                                 |
| 2020/2021 | チャイコフスキー   | イオランタ                         | ヤニス・コッコス                               |                                                                                 |
| 2020/2021 | ビゼー             | カルメン                           | アレックス・オリエ                             |                                                                                 |
| 2021/2022 | ロッシーニ         | チェネレントラ                     | 粟國淳                                         |                                                                                 |
| 2021/2022 | ワーグナー         | ニュルンベルクのマイスタージンガー | イェンス＝ダニエル・ヘルツォーク               | オペラ夏の祭典 2019-20 Japan↔Tokyo↔World                                        |
| 2021/2022 | グルック           | オルフェオとエウリディーチェ       | 勅使川原三郎                                   |                                                                                 |
| 2021/2022 | ドビュッシー       | ペレアスとメリザンド               | ケイティ・ミッチェル                           |                                                                                 |
| 2022/2023 | ヘンデル           | ジュリオ・チェーザレ               | ロラン・ペリー                                 |                                                                                 |
| 2022/2023 | ムソルグスキー     | ボリス·ゴドゥノフ                  | マリウシュ·トレリンスキ                        |                                                                                 |
| 2022/2023 | ヴェルディ         | リゴレット                         | エミリオ・サージ                               |                                                                                 |
| 2023/2024 | プッチーニ         | 修道女アンジェリカ                 | 粟國淳                                         |                                                                                 |
| 2023/2024 | ラヴェル           | 子どもと魔法                       | 粟國淳                                         |                                                                                 |
| 2023/2024 | ヴェルディ         | シモン・ボッカネグラ               | ピエール・オーディ                             |                                                                                 |

### バレエ・現代舞踊
- 新国立劇場バレエ団が専属団体である。
- 演奏は東フィル、東響などが担当する。特別録音テープによる上演もあるが、多くは外国人指揮者を招聘し生演奏のオーケストラで上演されている。

#### 芸術監督
- 島田廣（1993年4月 - 1999年6月）
- 牧阿佐美（1999年7月 - 2010年8月）
- デヴィッド・ビントレー（2010年9月 - 2014年8月）
- 大原永子（2014年9月 - 2020年8月）
- 吉田都（2020年9月 - ）[12]

### 演劇

#### 芸術監督
- 藤田洋 (1993年 - 1996年)
- 渡辺浩子（1997年 - 1998年6月）
- 栗山民也（2000年7月 - 2007年8月）
- 鵜山仁（2007年9月 - 2010年8月）
- 宮田慶子（2010年9月1日 - 2018年8月）
- 小川絵梨子（2018年9月1日 - 2022年8月31日[10]）2020年3月13日の新国立劇場の運営財団の発表によれば、オペラ芸術監督の大野和士と演劇芸術監督の小川絵梨子がいずれも再任され、2期目となる2022年9月から2026年8月まで続投する[11]。

## その他のイベント
- 2004年(平成16年)より日本作曲家協会主催の日本レコード大賞最終審査会 兼 発表音楽会が毎年12月30日[注釈 1]夜に中劇場にて開催され、その模様は地上波テレビではTBSテレビ系列全国ネットで、AMラジオでもTBSラジオと一部地域の放送局（HBCラジオ、CBCラジオなど）でそれぞれ生中継されている。

## 各種取り組み
- 会員組織「The Atre」があり、チケット割引や優先発売などの特典がある。
- オペラ劇場についての知識を浸透させることを目的に、オペラ劇場の裏側を見ることができる「バックステージツアー」を有料で行なっている。
- オペラ劇場で上演されるオペラ公演に対して、オペラグラスの有料貸し出しを実施している（公演により貸し出しを実施していない場合がある）[13]。
- 一流の舞台を継続的に実現するため、各種スポンサーとして、劇場のパートナーの特別支援企業グループ、そしてジャンル別公演シリーズ、個別の公演・イベントなどへの各種の支援を提案し、協賛企業を募集している。2024年度は、オペラ・バレエ研修事業や、高校生へのオペラ・子供へのバレエ公演などの個別の「普及公演協賛企業」を募集した[14]。

## 研修所
日本唯一の現代舞台芸術のナショナル・シアターとして世界水準の舞台を作る基本方針から、次世代育成は大きな柱の一つに据えられ、事業化されている。

### オペラ
1998年4月開所。

### バレエ
2001年4月開所。

### 演劇
2005年4月開所。西新宿・花伝舎を拠点とし、研修期間は3年間。定員は16名程度。
1993年4月、第二国立劇場運営財団が発足し、理事長には元文部事務次官の木田宏が就任する。雲の会の継承を志向していた現代演劇協会（DARTS）が同年の夏より、イギリスの王立演劇学校（RADA）の校長以下、教育担当者を招聘。同協会理事長の福田逸は研修所の準備委員でもあり、木田がワークショップを視察する。英国流を踏襲して戯曲読解を含めた演技術、ボイス・トレーニング、ムーブメントの三つを柱とする方向性が定められた。拠点である芸能花伝舎は日俳連も加盟する公益社団法人・日本芸能実演家団体協議会（芸団協）が運営団体となっている。

## 舞台美術センター
千葉県銚子市豊里台に「舞台美術センター」がある。舞台模型、舞台衣装、小道具などや映像資料を展示公開する舞台美術センター資料館を併設している。
2010年3月、過去の上演作品で利用された大道具等が倉庫に収まりきらず、コンテナのまま屋外に保管されていること、その一部がカビなどで破損していることが報道された。